# Entrichella
Entrichella là một chi bướm đêm thuộc họ Sesiidae.

## Các loài
- Entrichella constricta (Butler, 1878)
- Entrichella esakii (Yano, 1960)
- Entrichella pogonias Bryk, 1947
- Entrichella yakushimaensis (Arita, 1993)
- Entrichella erythranches (Meyrick, 1926)
- Entrichella fusca (Xu & Liu, 1992)
- Entrichella gorapani (Arita & Gorbunov, 1995)
- Entrichella hreblayi Petersen, 2001
- Entrichella issikii (Yano, 1960)
- Entrichella leiaeformis (Walker, 1856)
- Entrichella linozona (Meyrick, 1926)
- Entrichella meilinensis (Xu & Liu, 1993)
- Entrichella simifusca (Xu & Liu, 1993)
- Entrichella tricolor Kallies & Arita, 2001
- Entrichella trifasciata (Yano, 1960)